# يوروبيلين
يوروبيلين مركب من مركبات البيلينات، ويتألف المركب بنيوياً من أربع حلقات بيرول خطية، وهو ناتج من نواتج تقويض الهيم.
يعد اليوروبيلين مسؤولاً عن اللون الأصفر في البول.

## الاستقلاب
ينتج اليوروبيلين من تكسير الهيم، وذلك عبر سلسلة من المراحل؛ حيث يستقلب عبر البيليفردين إلى البيليروبين. يطرح البيليروبين مع سائل الصفراء (المرارة)، والذي يكسر لاحقاً فيي الأمعاء الغليظة إلى يوروبيلينوجين. يبقى قسم منه في الأمعاء الغليظة، وقسم آخر يتحول إلى ستركوبيلين والذي يعطي البراز لونه البني. يعاد امتصاص جزء من اليوروبيلينوجين إلى مجرى الدم، ومنه يصل إلى الكليتين. عندما يتعرض اليوروبيلينوجين للأكسجين فإنه يتأكسد إلى يوروبيلين، مما يعطي البول لونه الأصفر.